# تشارلي ماكدونل
تشارلي ماكدونل (بالإنجليزية: Charlie McDonnell)‏ (15 يوليو 1936 في المملكة المتحدة - 7 يونيو 2010) هو لاعب كرة قدم بريطاني في مركز مهاجم داخلي. لعب مع ستوكبورت كونتي وغلينتوران ونادي ترانمير روفرز لكرة القدم ونادي ساوثبورت.